# Via donau

Ehemaliges Logo

via donau – Österreichische Wasserstraßen-Gesellschaft m.b.H. (Eigenschreibweise: viadonau) ist ein Unternehmen des österreichischen Verkehrsministeriums. Es wurde 2005 zur Erhaltung und Entwicklung der Wasserstraße Donau gegründet.
Die viadonau bildet zusammen mit dem Hydrographischen Zentralbüro (HZB, heute Abteilung VII/3 BMLFUW) und den hydrographischen Organisationseinheiten der Landesregierungen den Hydrographischen Dienst Österreichs.

## Geschichte
Am 1. Jänner 2005 erfolgte die Gründung der viadonau durch das seinerzeitige Bundesministerium für Verkehr, Innovation und Technologie. viadonau entstand durch die Zusammenlegung der Österreichischen Donau-Betriebs AG, der Österreichischen Donau-Technik GmbH, der via donau Entwicklungsgesellschaft mbH für Telematik und Donauschifffahrt und der organisationsprivatisierten Wasserstraßendirektion (ehemals Bundesstrombauamt).
Außerdem hat sie die Geschäftsführung der Donau-Hochwasserschutz-Konkurrenz (DHK) inne, einem Verband drei Kurien Bund, Land Niederösterreich und Stadt Wien, die 1927 als Nachfolge der Donau-Regulierungs-Comission geschaffen wurde. Die Comission war schon 1849 für die große Wiener Donauregulierung eingesetzt worden. Die Konkurrenz als Institution besteht bis heute.

## Unternehmen
viadonau ist eine Wasserstraßenbetriebsgesellschaft zur Erfüllung von Bundesaufgaben im Bereich Wasserstraße und Schifffahrt. Gemeinsam mit nationalen und internationalen Partnern werden innovative Projekte zur stärkeren Nutzung der Wasserstraße umgesetzt. Damit leistet viadonau einen wichtigen Beitrag zur Standortsicherung österreichischer Unternehmen und gleichzeitig zur umweltfreundlichen Bewältigung der künftigen Verkehre im Donaukorridor.
viadonau hat rund 270 Mitarbeiter, die an einer Zentrale, vier Servicecenter und neun Donauschleusen beschäftigt sind.
Standorte:
- Wien Tech Gate (Zentrale)
- Servicecenter March/Thaya (NÖ)

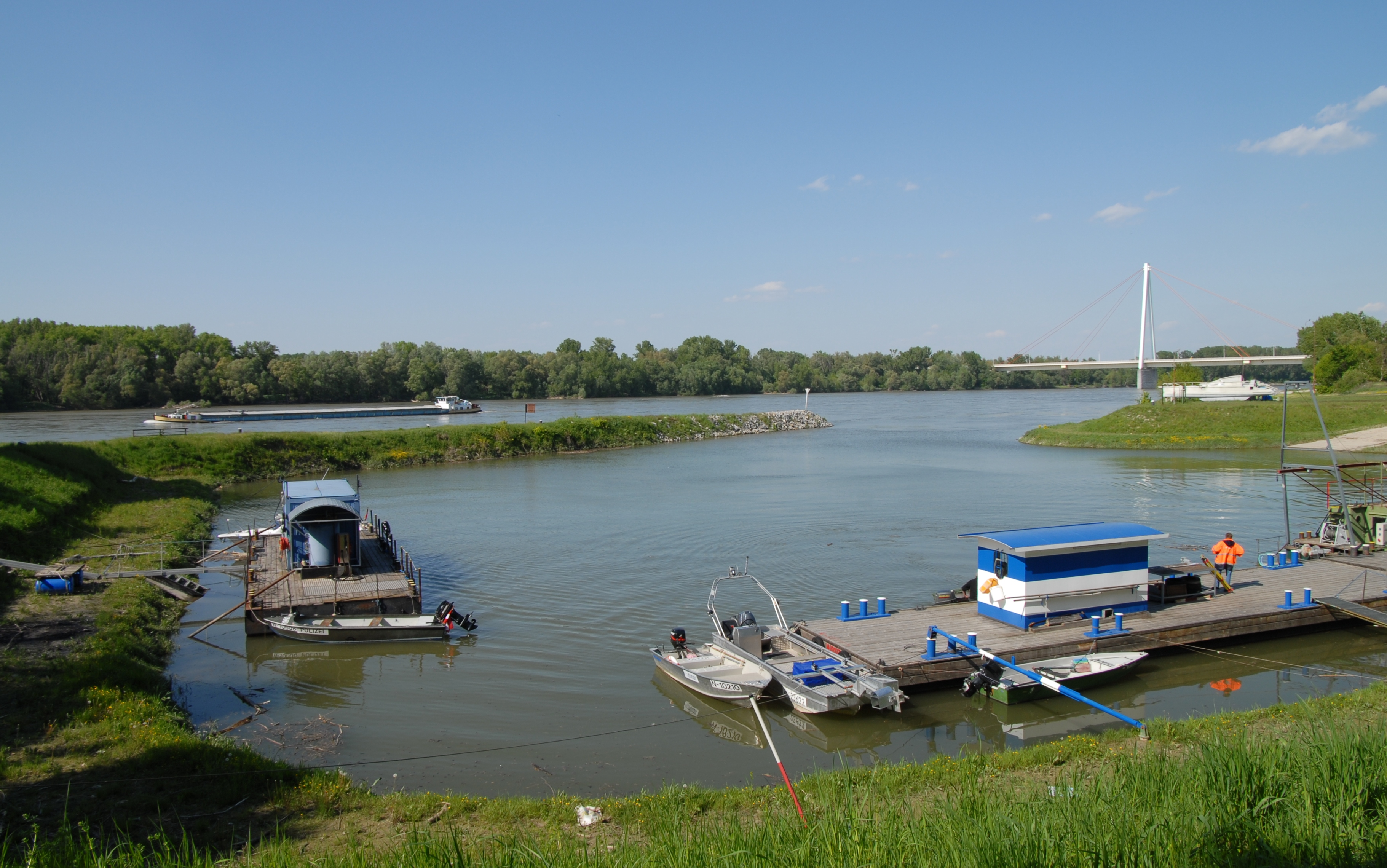
Betriebshafen Bad Deutsch-Altenburg, im Hintergrund Donaubrücke Hainburg (2008)

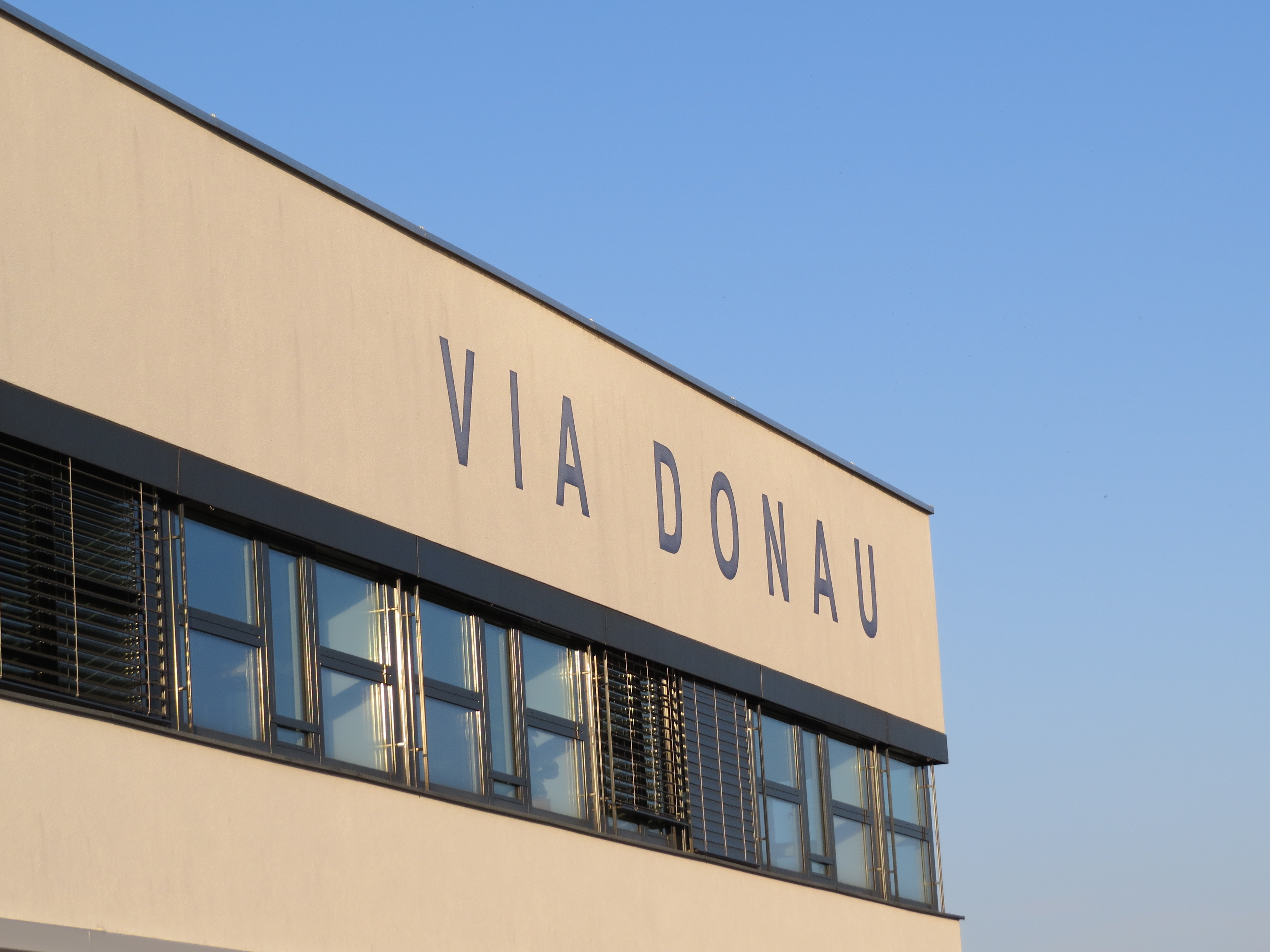
Schriftzug am Gebäude von Via Donau in Krems an der Donau (2018)

- Servicecenter Oberes Donautal (Aschach, OÖ)
- Servicecenter Wachau (Krems, NÖ)
- Servicecenter Carnuntum (Bad Deutsch-Altenburg, NÖ)

Schleusen:
- Schleuse Nussdorf (Wien)
- Schleusengruppe West (Abwinden, Aschach, Ottensheim)
- Schleusengruppe Mitte (Melk, Persenbeug, Wallsee)
- Schleusengruppe Ost (Altenwörth, Freudenau, Greifenstein)

## Aufgaben
Das Wasserstraßengesetz regelt die von viadonau zu erbringenden Aufgaben und Leistungen. Es stellt die rechtliche Grundlage für alle Aktivitäten und Vorhaben des Unternehmens dar.
- Infrastrukturmanagement: viadonau sorgt für eine leistungsfähige und zuverlässige Wasserstraßeninfrastruktur. Dazu gehört die Pflege und Instandhaltung der Ufer, die Herstellung der Fahrwasserparameter sowie die laufende Bereitstellung hydrografischer und hydrologischer Daten (Hydrographischer Dienst).
- Hochwasserschutz: Mitarbeiter von viadonau nehmen im Auftrag der Donau-Hochwasserschutz-Konkurrenz (DHK)[6] wichtige Agenden im Bereich des Hochwasserschutzes entlang der Donau in Wien und Niederösterreich wahr. Weiters ist viadonau für die Sanierung von Hochwasserschutzanlagen an der March und der unteren Thaya verantwortlich. In den Bauabschnitten an der March bzw. unteren Thaya wird der Hochwasserdienst durch viadonau geleitet.
- Ökologische Maßnahmen an der Donau: Das Unternehmen führt auch zahlreiche Wasserbau- und Renaturierungsprojekte durch. Dabei entstehen durch die Anbindung von Altarmen und Aulandschaften sowie den Rückbau der Donau neue Lebensräume für Tiere und Pflanzen.
- Verkehrsmanagement auf der österreichischen Donau: Mit DoRIS (Donau River Information Services) betreibt viadonau ein Informations- und Managementsystem für die Schifffahrt auf der österreichischen Donau. DoRIS ist seit dem Jahr 2006 im operativen Betrieb. viadonau arbeitet mit Hochdruck an neuen und verbesserten Services. Darüber hinaus unterstützt viadonau die Implementierung von River Information Services im gesamten Donauraum (so konnte das System 2014 in der Slowakei zum SlovRIS ergänzt werden).[7]
Der Betrieb der Donauschleusen zählt ebenfalls zum Bereich Verkehrsmanagement.
- Entwicklung und Stärkung der Binnenschifffahrt: viadonau arbeitet an der Attraktivierung der Binnenschifffahrt um mehr Güter auf der Donau zu transportieren. Laufend werden neue Initiativen und Serviceleistungen konzipiert und umgesetzt. Gemeinsam mit nationalen und internationalen Partner arbeitet man an der Modernisierung der Donauschifffahrt. Der Nationale Aktionsplan (NAP) wurde von viadonau maßgeblich mitentwickelt und legt die Schwerpunkte für die österreichische Schifffahrtspolitik der kommenden Jahre fest. Auf europäischer Ebene ist es mit dem Aktionsprogramm NAIADES gelungen, die Bedeutung des Verkehrsträgers Binnenschiff nachhaltig zu verankern. NAIADES gibt die Strategie für die Schifffahrt in Europa vor und auch hier war viadonau maßgeblich an der Umsetzung beteiligt.
- Transportentwicklung: Die Binnenschifffahrt bietet der Wirtschaft bereits jetzt attraktive Logistiklösungen. viadonau arbeitet eng mit Häfen, sowie der produzierenden und der verladenden Wirtschaft zusammen, um immer wieder neue Initiativen und Serviceleistungen auszuarbeiten und umzusetzen.